# Melanie Perkins
Pour les articles homonymes, voir Perkins.
Melanie Perkins, née le 13 mai 1987, est une entrepreneuse milliardaire australienne. Elle est la PDG et cofondatrice de Canva.
Melanie Perkins est l'une des plus jeunes PDG féminines d'une start-up technologique avec une valeur de plus de 1 milliard de dollars australien. Depuis mai 2021, elle est l'une des femmes les plus riches d'Australie.

## Biographie

### Enfance et débuts
Melanie Perkins naît à Perth en Australie-Occidentale. Elle est la fille d'une enseignante d'origine australienne et d'un ingénieur malaisien d'origine philippine et sri-lankaise. À l'âge de 15 ans, elle crée des foulards faits main qu'elle vend dans les magasins et marchés de Perth.

### Carrière

#### Fusion Books
En 2007, Perkins et son ami Cliff Obrecht créent la star-up Fusion Books, qui permet aux élèves de concevoir leurs propres annuaires scolaires à l'aide d'un simple outil de glisser-déposer équipé d'une bibliothèque de modèles de conception pouvant être remplis de photos, d'illustrations et de polices. À l'origine, Perkins veut développer un logiciel facilitant l'ensemble du processus de conception, mais en raison de la concurrence avec les grandes entreprises et de son manque de ressources, elle conclut que « cela ne semblait pas la chose logique à faire ». La mère de Perkins a été une enseignante qui coordonnait également l'annuaire scolaire. Perkins a vu combien de temps était nécessaire pour concevoir un annuaire et a pensé que le niveau élevé de friction des consommateurs ferait des annuaires un bon créneau pour tester l'idée de Canva.
Commencé dans le salon Duncraig de la mère de Perkins,,, Obrecht appelle des écoles pour tenter d'obtenir de nouveaux clients pour Fusion Books. Leurs parents aidaient souvent à imprimer les annuaires. En cinq ans, Fusion Books devient la plus grande société d'annuaires en Australie et s'est développée en France et en Nouvelle-Zélande.

#### Canva
Perkins affirme qu'elle a été rejetée par plus de 100 investisseurs locaux à Perth.
En 2011, l'investisseur Bill Tai se rend à Perth pour juger un concours de start-up. Perkins et Obrecht présentaient à Tai le projet de Canva pendant le dîner. Il y a également d'autres investisseurs en capital-risque présents, dont Rick Baker de Blackbird Ventures. Ils ne reçoivent aucun financement mais sont devenus des habitués des rassemblements organisés par Tai pour les investisseurs et les fondateurs de start-up. Certains de ces rassemblements ont lieu dans la Silicon Valley où Perkins et Obrecht rencontrent Lars Rasmussen, cofondateur de Google Maps. Il exprime son intérêt pour l'idée mais a dit aux fondateurs de « tout mettre en attente » jusqu'à ce qu'ils trouvent une équipe technique du calibre requis. Rasmussen devient ensuite le conseiller technique de l'entreprise où il présente Perkins et Obrecht à Cameron Adams, un ancien employé de Google qui possède l'expertise technique pertinente. Adams n'est initialement pas intéressé à rejoindre l'entreprise car il lançait sa propre entreprise appelée fluent.io, un logiciel tentant de perturber le courrier électronique. Adams qui est dans la Silicon Valley, essaye de lever des fonds pour sa start-up, lorsque Perkins lui envoie un e-mail lui demandant s'il souhaite rejoindre l'entreprise. Après cet e-mail, il accepte de rejoindre Canva, devenant son troisième fondateur et chef de produit.

## Vie privée
En 2019, Obrecht (en) propose à Perkins de passer des vacances dans la région turque de la Cappadoce et lui offre une bague de fiançailles de seulement 30 $. Le couple critique le matérialisme déclarant « à quoi bon accumuler des trucs ». Ils expriment le désir de faire don de la majeure partie de leur fortune à des œuvres caritatives. Perkins et Obrecht se marient en janvier 2021 à Rottnest Island. En novembre 2021, ils rejoignent le Giving Pledge, engageant au moins la moitié de leur fortune à des fins philanthropiques.

## Fortune
En 2020, le magazine Forbes nomme Melanie Perkins comme l'une des Top Under 30 of the Decade au monde. Elle apparaît pour la première fois sur la liste riche The Australian Financial Review en 2020 avec une valeur nette de 3,43 milliards de dollars australien. The Australian Financial Review évalue sa valeur nette commune et celle d'Obrecht à 7,98 milliards de dollar australien, sur la Financial Review Rich List 2021 (en); ce qui en fait la dixième personne australienne la plus riche. Au 31 janvier 2022, la valeur nette estimée de Perkins est de 9,21 milliards de dollars australiens selon le rapport Forbes.